# Velika nagrada Argentine

## Pobjednici

### Višestruki pobjednici (vozači)
| Pobjede | Vozač              | Pobjednička godina         |
| ------- | ------------------ | -------------------------- |
| 3       | Juan Manuel Fangio | 1954., 1955., 1956., 1957. |
| 2       | Emerson Fittipaldi | 1973., 1975.               |
| 2       | Damon Hill         | 1995., 1996.               |

### Višestruki pobjednici (konstruktori)
| Pobjede | Konstruktor | Pobjednička godina         |
| ------- | ----------- | -------------------------- |
| 4       | Williams    | 1980., 1995., 1996., 1997. |
| 3       | Ferrari     | 1953., 1956., 1998.        |
| 2       | Maserati    | 1954., 1957.               |
| 2       | Cooper      | 1958., 1960.               |
| 2       | Lotus       | 1973., 1978.               |
| 2       | McLaren     | 1974., 1975.               |

### Pobjednici po godinama
| Godina        | Vozač                          | Bolid            | Lokacija     |
| ------------- | ------------------------------ | ---------------- | ------------ |
| 1953.         | Alberto Ascari                 | Ferrari          | Buenos Aires |
| 1954.         | Juan Manuel Fangio             | Maserati         | Buenos Aires |
| 1955.         | Juan Manuel Fangio             | Mercedes         | Buenos Aires |
| 1956.         | Luigi Musso Juan Manuel Fangio | Ferrari          | Buenos Aires |
| 1957.         | Juan Manuel Fangio             | Maserati         | Buenos Aires |
| 1958.         | Stirling Moss                  | Cooper-Climax    | Buenos Aires |
| 1959.         | Nije održana                   | Nije održana     | Nije održana |
| 1960.         | Bruce McLaren                  | Cooper-Climax    | Buenos Aires |
| 1961. - 1971. | Nije održana                   | Nije održana     | Nije održana |
| 1972.         | Jackie Stewart                 | Tyrrell-Ford     | Buenos Aires |
| 1973.         | Emerson Fittipaldi             | Lotus-Ford       | Buenos Aires |
| 1974.         | Denny Hulme                    | McLaren-Ford     | Buenos Aires |
| 1975.         | Emerson Fittipaldi             | McLaren-Ford     | Buenos Aires |
| 1976.         | Nije održana                   | Nije održana     | Nije održana |
| 1977.         | Jody Scheckter                 | Wolf-Ford        | Buenos Aires |
| 1978.         | Mario Andretti                 | Lotus-Ford       | Buenos Aires |
| 1979.         | Jacques Laffite                | Ligier-Ford      | Buenos Aires |
| 1980.         | Alan Jones                     | Williams-Ford    | Buenos Aires |
| 1981.         | Nelson Piquet                  | Brabham-Ford     | Buenos Aires |
| 1982. - 1994. | Nije održana                   | Nije održana     | Nije održana |
| 1995.         | Damon Hill                     | Williams-Renault | Buenos Aires |
| 1996.         | Damon Hill                     | Williams-Renault | Buenos Aires |
| 1997.         | Jacques Villeneuve             | Williams-Renault | Buenos Aires |
| 1998.         | Michael Schumacher             | Ferrari          | Buenos Aires |